# Каменный Брод (Мордовия)
Каменный Брод — село в Ельниковском районе Мордовии России. Входит в Ельниковское сельское поселение.

## География
Расположено на северо-западе республики, на правом берегу реки Мокша в 6 км к западу от села Ельники. Поблизости находятся деревни Мельсяны (в полукилометре к югу) и Комаровка (в полукилометре к северу).

## История села
Согласно Закону Республики Мордовия от 1 декабря 2004 года № 97-З село входит в образованное муниципальное образование Ельниковское сельское поселение.

## Население
| 2002 | 2010 |
| ---- | ---- |
| 80   | ↘67  |

Национальный состав: преимущественно русские.

## Инфраструктура
Личное подсобное хозяйство. Церковь Покрова Пресвятой Богородицы в Каменном Броде.

## Транспорт
Просёлочные дороги.

## Фотографии

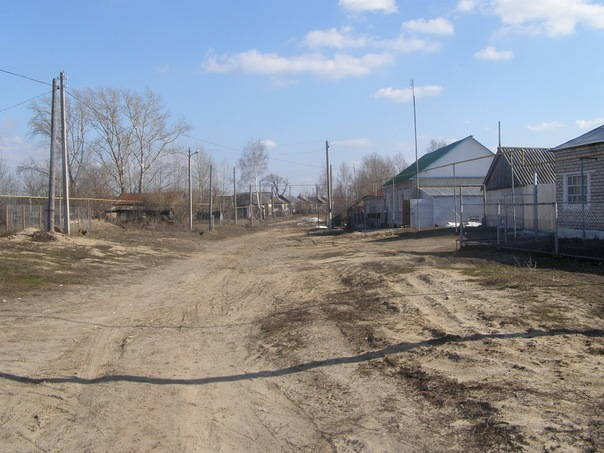
Улица села (фот. Е. Поляков).
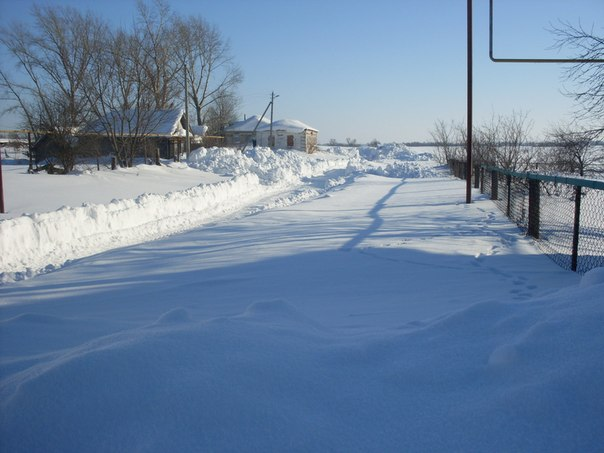
Вид на бывший клуб (фот. Ю. Букатова).
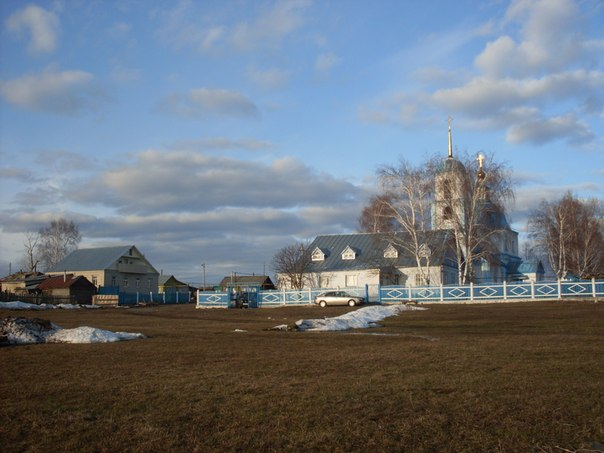
Вид на церковь со стороны реки Мокша (фот. Ю. Букатова).
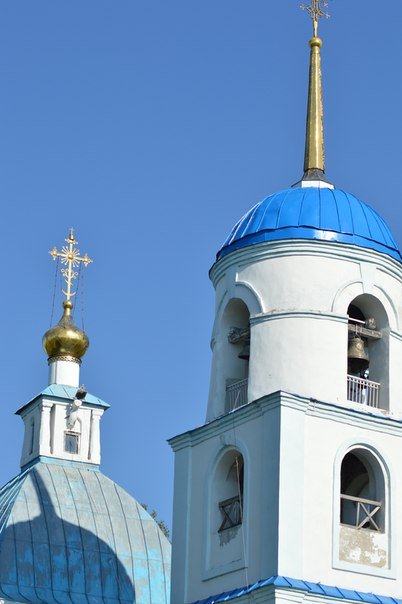
Колокольня церкви (фот. Е. Поляков).
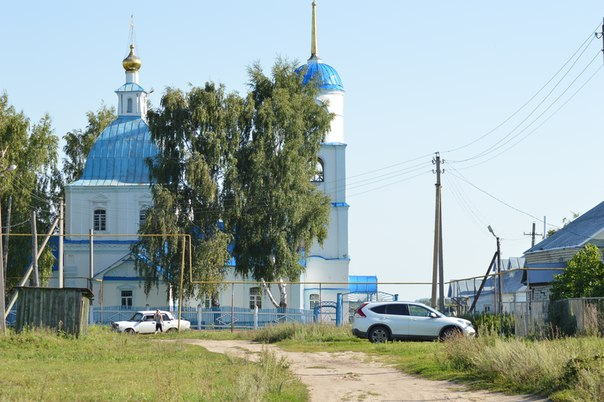
Северный фасад церкви (фот. Е. Поляков).